# Conferencia Internacional de Madrid de 1880
La Conferencia Internacional de Madrid de 1880 tuvo lugar en Madrid, España, entre junio y julio de 1880. Fue convocada por Antonio Cánovas del Castillo, Presidente del Consejo de Ministros a petición del sultán de Marruecos Hassan I, y a ella asistieron todas las naciones que tenía intereses en Marruecos.

## Antecedentes históricos
El sultanato de Marruecos bajo la dinastía alauí había comenzado un proceso de expansión a finales del siglo XVII que culminó a mediados del siglo XVIII con la conquista de la totalidad del territorio que actualmente forma Marruecos. El reino adquirió preponderancia política y comercial en la zona del Estrecho. Marruecos fue el primer país en reconocer a Estados Unidos (1777).
Sin embargo desde principios del siglo XIX las querellas de sucesión debilitaron al estado alauita y que se tradujo en una pérdida de poder exterior e interior con las sucesivas rebeliones de las cabilas (sobre todo de la zona limítrofe con Melilla y Ceuta). Estos problemas debilitaron la imagen de Marruecos que cayó bajo la influencia de las potencias extranjeras desde mediados del siglo XIX.
En cuanto a las potencias europeas pronto encontraron en Marruecos una zona de expansión. Francia se interesó por la zona desde la ocupación de Argelia intentando que Marruecos no interviniera en favor de los argelinos (1832). Sin embargo la situación no pudo mantenerse y se llegó incluso a la confrontación armada en 1844. Por su parte España necesitaba mantener el control del Estrecho, la acción debía centrarse tanto en mantener los territorios de Ceuta y Melilla como influir en la política marroquí. Así España no perdió la oportunidad de extender su control sobre la zona por medio de la acción armada como se vio en la guerra de África. Por su parte Reino Unido no deseaba ver cualquier tipo de expansión europea en la zona que pusiera en riesgo Gibraltar, por lo que se interesó en mantener el poder marroquí sin perder privilegios en la zona.

## Sistema de Protecciones
Era un sistema por el cual el sultanato permitía que varios de sus súbditos entraran al servicio de comerciantes extranjeros. Este servicio incluía la protección de las potencias extranjeras de estos servidores para facilitar el comercio. Los más importantes era los corredores o censales, encargados de comprar materias primas en el interior (sobre todo lana) y transportarla hasta los puntos comerciales en las ciudades costeras.
Este sistema fue degenerando con el paso del tiempo y ello dio lugar a que muchos nativos que huían de la justicia, de las deudas o que simplemente quería mejorar sus condiciones de vida entraran a formar parte de la protección europea con lo que se menoscababa la autoridad del sultán.
A esta situación se unía una serie de problemas que azotaron el reino en la década de los 70 (epidemia de cólera, carestía agrícola) que debilitó la cohesión social y propició las rebeliones de la Cabila norte. Las potencias europeas querían evitar a toda costa una desestabilización de Marruecos por lo que se convocó la Conferencia Internacional de Tánger (1877) para tratar la reducción de la protección y la sumisión a la jurisdicción marroquí de todo nativo protegido. El resultado fue revisado en 1879 y no supuso una solución al problema sino un aplazamiento poco satisfactorio para Marruecos.

## Conferencia
La nueva petición del sultán Hasán I para reformar el sistema fue recogida por Antonio Cánovas del Castillo en ese momento presidente del Consejo de Ministros, que vio en esta petición una manera de potenciar la imagen de España en Marruecos y en política internacional.
A las sesiones, celebradas en Madrid asistieron los representantes de todas las naciones con intereses en Marruecos, participantes con el siguiente detalle:
- Reino de España, representada por el presidente del Consejo de Ministros Sr. Antonio Cánovas del Castillo.
- Marruecos, representado por el ministro de asuntos extranjeros Sidi Mohamed Vargas.
- Francia, representada por el embajador Sr. Almirante Benjamin Faurès.
- Reino Unido, representada por el ministro plenipotenciario Honorable Lionel Sackville-West, 2nd Baron Sackville.
- Imperio Alemán, representada por el ministro plenipotenciario el Conde de Solms Sonnewalde.
- Imperio Austrohúngaro, representado por el ministro plenipotenciario el Conde Ludolf.
- Estados Unidos, representados por el ministro plenipotenciario el General Lucius Fairchild.
- Bélgica, representada por el ministro plenipotenciario Sr. Anspach.
- Reino de Italia, representado por el ministro plenipotenciario Sr. Giuseppe Greppi, Conde Greppi.
- Reino de los Países Bajos, representados por el ministro residente Sr. Heldeweir.
- Reino de Portugal, representada ministro plenipotenciario Sr. José Maria Caldeira do Casal Ribeiro, Conde de Casal Ribeiro.
- Unión entre Suecia y Noruega, representada por ministro residente Sr. Akerman.
- Reino de Dinamarca, representada por el ministro plenipotenciario del Reino Unido

En las primeras reuniones, que comenzaron en junio, pronto aparecieron dos grupos bien diferenciados. Por un lado España y Gran Bretaña que quería una regulación (sin perder privilegios) y por otro lado Francia, Austria-Hungría, Alemania e Italia que quería aumentar el número de protecciones ya que entendían que a mayor número de protecciones en asuntos comerciales aumentaban las influencias políticas sobre Marruecos.
Las reuniones llegaron a un punto muerto ante las diferencias de ambas posturas. España no quería enfrentarse abiertamente a las tesis francesas pero tampoco quería perder influencia en un territorio que consideraba básico en su política exterior. Gran Bretaña por su parte quería evitar cualquier expansión francesa en el Estrecho, pero también española aunque esta fuera un mal menor. Por su parte Alemania apoyaba a Francia dentro de la política de apaciguamiento que Bismarck había establecido para alejar a Francia del revanchismo (ver guerra franco-prusiana 1870).
Pese a todo la conferencia, ante la posibilidad de que la falta de acuerdo desastibilizara al reino alauí, acabó en julio de 1880 con una serie de acuerdos que permitieron a las potencias aumentar su influencia sobre Marruecos:
- El sistema de protección quedaba en 12 individuos para servicios a las potencias extranjeras, a representantes extranjeros o a cónsules.
- Los corredores o censales se mantenía en dos para cada comerciante establecido en Marruecos (se mantenía lo estipulado en el acuerdo franco-marroquí de 1863[5])
- Los extranjeros podía adquirir bienes y ganado previa autorización del sultán de Marruecos.
- Todas las potencias serán consideradas "naciones más favorecidas".
- Se prohibía la protección de personas que hubieran ejercido algún tipo de autoridad en Marruecos o tuvieran deudas.